# 川島和津實
川島和津實（1979年8月8日—），出生於日本東京，興趣是游泳和散步。她是一名前日本AV女優，在池袋被星探發掘。自1998年出道迅即走紅，至1999年5月宣布退出AV界嫁經紀人，期間共拍了六部作品。憑藉清純稚嫩的天使臉孔、白滑豐滿的魔鬼身材，被喻為「20世紀最後の美少女」、「永遠的女神」、「純絕AV界之天使」。

## 人物
其時正值日本AV仍流行VHS的20世紀末年代，川島和津實入行初期先拍攝露乳寫真，後來積極參與演出AV製作。據說她原來只是一名快餐店（速食店）的員工，入行原因是為了幫男友籌措大學學費，豈料男友知悉之後，決定跟她分手。另一說法是，她認識了一個不長進的男友，欠債不還，於是犧牲自己為男友還債。
作品中的川島和津實大多扮演乖乖女的角色，做愛演出近乎半推半就，襯上羞澀的樣子頗惹人愛憐。她絕少跟男優有激情熱吻的演出，然而在《Last Kiss》中竟被逼和其貌不揚的變態男優山本龍二在單純的性愛中進行舌吻，在《return》秘藏VTR中與全身刺青的男優交媾，在《プリティワイフ７》（Pretty Wife）中更有三人場景。常夥拍年紀偏大的男優，最常合作的對手是著名金手指男優吉田潤，兩人曾在賓館裡面對鏡子做愛，在《Naive》中有被吉田潤手指弄至潮吹的劇情。與川島合作的男優志良玉彈吾、齋藤龍一等無不使出渾身解數，使其全身肌膚經常泛有潮紅。作品幾乎秉持唯美風，貫徹純真的形象。
清純的麗顏、羞澀的表情、白晢溜滑的肌膚、柔軟而富彈性的D杯美乳、小女生般的呻吟聲，都是川島和津實為人津津回味之處。
1999年，在發表《美人妻》之後，川島和津實宣布引退，日本有傳她是在4部延長合約下毀約引退。《Men's Talk》雜誌證實她引退後跟經理人結婚，並育有一子。川島和津實的急流湧退，讓她有「AV界山口百惠」之美譽。
隨著川島和津實引退，製片商重新剪輯拼合（Remix）她的舊作推出市場，部份有未公開片段，1999年秋以後之再發合集，漸以「Remix DVD」的形式面世，還有些與其他女優合輯的合集發售。在一些新生代觀眾眼中，這位中古女優成了「伝説の裸天使」。

## 個人AV單本作品
- 1998年12月18日
- 1999年1月31日
- 1999年2月26日
- 1999年3月23日
- 1999年4月30日
- 1999年5月21日

## 個人AV Remix合集
- 1999年6月18日
- 1999年8月14日
- 1999年8月24日
- 1999年9月24日
- 2000年5月19日
- 2000年9月22日
- 2001年3月23日
- 2002年3月15日
- 2002年5月17日
- 2002年11月29日
- 2003年7月10日
- 2003年7月19日
- 2007年2月13日
- 2009年1月30日

## 個人寫真集書籍
- 1999年1月30日
- 1999年7月15日
- 2000年4月20日
- 2000年11月30日
- 2003年1月31日

## V CINEMA
- 1999年8月3日

## 外部連結
- XCITY AV女優名鑑：川島和津実
- DMM：川島和津実 （页面存档备份，存于）
- posren：川島和津実[]